# Ausstattung (Buch)
Unter Ausstattung versteht man in der Verlagsherstellung die Gesamtheit der Eigenschaften eines Druckproduktes.
Zur Beschreibung der Ausstattung eines Buches gehören immer das Format (Breite × Höhe der Seiten), das Bindeverfahren (z. B. Hardcover oder Broschur), das verwendete Material (Papier für den Innenteil, Umschlags- und Überzugsmaterialien) und alle Layoutfestlegungen (Typografie, Gestaltungsraster, Farbverwendung). Ferner können zusätzliche Elemente wie z. B. Lesezeichen, Schutzumschlag oder Schuber zur „Aufwertung“ der Ausstattung eingesetzt werden.